# Rete tranviaria di Leopoli
La rete tranviaria di Leopoli è la rete tranviaria che serve la città ucraina di Leopoli.
La rete è composta da 9 linee per un totale di 99.1 km.

## Materiale rotabile
- ČKD Tatra KT4SU, KT4D, KT4DM

- Electron T5L64, T3L44
- Duewag Be 4/8